# بخش مالدونادو
بخش مالدونادو (به لاتین: Maldonado Department) یکی از بخش‌های اروگوئه است. بخش مالدونادو ۱۶۴٬۳۰۰ نفر جمعیت دارد.